# Stella Gibbons
Pour les articles homonymes, voir Gibbons.
Œuvres principales
- La Ferme de cousine Judith

Stella Gibbons, née le 5 janvier 1902 à Londres et morte le 19 décembre 1989 dans cette même ville, est une romancière et poétesse britannique. Elle est enterrée au cimetière de Highgate.

## Biographie
En 1921, Stella Gibbons s'inscrit à des cours de journalisme à l'University College de Londres. Elle commence à publier des poèmes et des nouvelles dans le magazine étudiant de l'université. Elle obtient son diplôme en 1923.
Elle travaille un temps pour une agence de presse où elle doit décoder des câbles d'outre-mer et réécrire le texte en anglais. Elle séjourne en France en 1924 et en Suisse en 1925.
Dans les derniers mois de 1926, elle est embauchée comme secrétaire au Evening Standard. En septembre 1927, elle publie dans la revue littéraire The Criterion, dirigée par T. S. Eliot le poème The Giraffes qui reçoit des critiques élogieuses de Virginia Woolf. Dès lors, les publications de poèmes et de nouvelles se multiplient et Stella Gibbons démissionne du Evening Standard en 1930.
Elle obtient un gros succès critique et public avec la publication en 1932 de son premier roman La Ferme de cousine Judith (Cold Comfort Farm), une satire du milieu rural britannique. Elle reçoit pour ce roman le prix Fémina anglais en 1934.
Sa production romanesque, où l'humour et la satire sont récurrents, s'intensifie alors au détriment de ses textes poétiques.

## Œuvre

### Romans
- La Ferme de froid accueil[2], Julliard, 1946 ((en) Cold Comfort Farm, 1932), trad. Iris Catella et Marie-Thérèse Baudron, 276 p.Réédition sous le titre La Ferme de cousine Judith, France Loisirs, 2015 (ISBN 978-2-298-10332-8) - Prix Fémina-Vie Heureuse Anglais 1934
- (en) Bassett, 1934
- (en) Enbury Heath, 1935
- (en) Miss Linsey and Pa, 1936
- Le Bois du Rossignol, Héloïse d'Ormesson, 2013 ((en) Nightingale Wood, 1938), trad. Philippe Giraudon  (ISBN 978-2-35087-240-7)
- (en) My American, 1939
- (en) The Rich House, 1941
- (en) Ticky, 1943
- Le Célibataire, Héloïse d'Ormesson, 2016 ((en) The Bachelor, 1944), trad. Philippe Giraudon  (ISBN 978-2-35087-352-7)
- Westwood, Héloïse d'Ormesson, 2014 ((en) Westwood, or The Gentle Powers, 1946), trad. Philippe Giraudon  (ISBN 978-2-35087-291-9)
- J’adore les mariages, Julliard, 1948 ((en) The Matchmaker, 1949), trad. Marie Tadié, 263 p.
- (en) Conference at Cold Comfort Farm, 1949
- (en) The Swiss Summer, 1951
- (en) Fort of the Bear, 1953
- (en) The Shadow of a Sorcerer, 1955
- (en) Here Be Dragons, 1956
- (en) White Sand and Grey Sand, 1958
- (en) A Pink Front Door, 1959
- (en) The Weather at Tregulla, 1962
- (en) The Wolves Were in the Sledge, 1964
- (en) The Charmers, 1965
- (en) Starlight, 1967
- (en) The Snow Woman, 1968
- (en) The Woods in Winter, 1970
- (en) Pure Juliet, 2016Également paru sous le titre An Alpha
- (en) The Yellow Houses, 2016

### Littérature d'enfance et de jeunesse
- (en) The Untidy Gnome, 1935

### Recueils de nouvelles
- (en) Roaring Tower and other stories, 1937
- (en) Christmas at Cold Comfort Farm and other stories, 1940
- (en) Beside the Pearly Water, 1954

### Poésie
- (en) The Mountain Beast, 1930
- (en) The Priestess and other poems, 1934
- (en) The Lowland Venus, 1938
- (en) Collected Poems, 1950

## Adaptation télévisée
- 1995 : La Ferme du mauvais sort (Cold Comfort Farm), téléfilm britannique réalisé par John Schlesinger, avec Eileen Atkins, Kate Beckinsale et Sheila Burrell